# Voo American Airlines 1420
O voo American Airlines 1420 (AA1420) foi uma rota doméstica dos Estados Unidos, ligando os estados do Texas, a partir do Aeroporto Internacional de Dallas/Fort Worth, e Arkansas pelo Aeroporto Nacional de Little Rock. Em 1 de junho de 1999, o avião da companhia aérea - um McDonnell Douglas MD-82 - saiu da pista e se destroçou ao tentar aterrissar em meio a tempestade no Aeroporto Nacional de Little Rock.

## Acidente

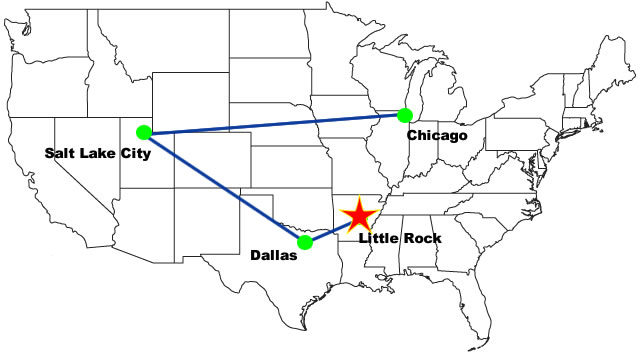
Trajeto da aeronave até seu último voo

Na noite de 1 de junho de 1999 um voo com destino a Little Rock, Arkansas está parado ainda em seu aeroporto de partida esperando um tempo melhor para poder sair em segurança.
Após conferir os dados meteorológicos é tomada a decisão dos pilotos, o comandante Richard Buschmann e o copiloto Michael Origel, e do dispatcher de prosseguir com o voo 1 420 da American Airlines, que seria feito por um McDonnell Douglas MD-82, de Dallas, Texas, até Little Rock. Já contava-se duas horas de atraso. Os pilotos do MD-82 sabiam dos riscos da tempestade que piorava na região do aeroporto de destino e seguiram rápido para Little Rock, a fim de tentar evitá-la.
Ao chegarem próximos ao aeroporto de Little Rock, os pilotos notaram por meio do radar uma espécie de abertura, entre tempestades, que, se passada a tempo, permitiria um pouso seguro. Contudo a tempestade piorou e um alarme de cisalhamento do vento soou na torre de controle do aeroporto de Little Rock. Com isso os pilotos decidiram mudar a aproximação que faziam e aterrissar contra o vento.
Esse desvio atrasa o pouso e a tempestade piora, a visibilidade fica baixa cada vez mais e o vento lateral sofrido pela aeronave força o comandante a manobrar o avião. No momento da aterrissagem a visibilidade bruscamente cai e os ventos colaboram na dificuldade do pouso.
Como resultado, a aeronave sai da pista, cai em um aterro, se choca contra uma estrutura de aço e fica totalmente destroçada, parando as margens do rio Arkansas.

## Vítimas
Dos 145 passageiros e membros da tripulação que ocupavam a aeronave, 11 morreram e 110 ficaram feridos. O Comandante morreu na hora quando a aeronave se chocou contra uma estrutura de aço. Os sobreviventes do impacto tiveram de sair as pressas da aeronave que era consumida pelo fogo antes que inalassem muita fumaça ou fossem atingidos pelas chamas.

## Investigação
Após o acidente que destroçou e incendiou a aeronave, uma equipe do NTSB foi mandada ao local para descobrir as causas do ocorrido.
A Primeira coisa que notaram foi marcas de pneu na pista, mostrando que o avião ficou deslizando pelos lados da pista. Era a prova dos fortes ventos laterais na aeronave.
As entrevistas feitas com os sobreviventes resultaram em algo curioso: os pilotos não haviam acionado os spoilers e logo a caixa preta provaria o fa(c)to, não houve requisição do acionamento dos spoilers por parte da cabine de comando. Analisando o boletim meteorológico, a NTSB descobriu que o avião voava acima dos limites aceitáveis para ventos laterais e pousou sob relâmpagos, chuva, granizo e ventos a 80km/h.

### Conclusão
Além do voo 1 420, a NTSB foi além e investigou profundamente a American Airlines tendo encontrado uma situação um tanto estranha: voar em tempestades era comum em toda a indústria da aviação. No relatório final, a NTSB apontou duas principais causas: aterrissagem sob tempestade e falha dos pilotos em não armar os spoilers, equívoco que era comum em pousos sob tempestade.

## Reconstituição
A Série de TV Mayday do National Geographic Channel possui um episódio mostrando os acontecimentos que levaram ao acidente envolvendo a aeronave da American Airlines, chamado 'American Airlines'.